# Rossella Biscotti
Rossella Biscotti (* 11. Dezember 1978 in Molfetta) ist eine italienische Video-, Performance- und Installationskünstlerin.

## Leben und Werk
Rossella Biscotti studierte bis 2002 an der Accademia di belle arti di Napoli, und von 2010 bis 2011 an der Rijksakademie van beeldende kunsten in Amsterdam. Als Artist in Residence folgte Biscotti einem Kurs der Fondazione Antonio Ratti bei Ilya Kabakov in Como. Sie war Stipendiatin des Berliner Künstlerprogramms des DAAD. 2008 erhielt Biscotti den 1. Preis für den Film The sun shines in Kiev auf dem GstaadFilm International Festival for Short Art Films.

„Ihr Werk umfasst Video- und Audioarbeiten, Fotografien, Installationen und Performances, die die Idee von Zeit in all ihren Dimensionen – der historischen, der realen, der fiktionalen – hinterfragen. Ihr Hauptaugenmerk liegt auf persönlichen Erzählungen und Erinnerungen und deren Verhältnis zu Konsequenzen, die eine größere Gemeinschaft betreffen.“

„Meine Projekte befassen sich mit den Spuren der Leben Anderer, genauer gesagt derer, die eine vermeintlich untergeordnete Rolle in der Weltgeschichte spielen. Anhand dieser Quellen möchte ich eine grundlegende Überlegung hinsichtlich der Bedingung kollektiver und persönlicher Identität und der Erinnerung in der heutigen Zeit auslösen. Meine Arbeit entwickelt sich aus einer Recherche heraus und fordert die Teilnahme des Betrachters und der Gesellschaft als solche am Prozess der Erinnerung ein.“

## Ausstellungen (Auswahl)

### Einzelausstellungen
- 2014: Wiels – Zentrum für zeitgenössische Kunst, Brüssel
- 2014/2015: Museum Haus Lange Haus Esters, Krefeld

### Gruppenausstellungen
- 2012: Manifesta 9, Genk
- 2012: dOCUMENTA (13), Kassel
- 2013:  55. Biennale di Venezia